# Maardu
Maardu je estonské město a zároveň samosprávná jednotka kraje Harjumaa.
Město se nachází při pobřeží Randverského zálivu mezi řekou Pirita a Maardským jezerem. Území města hraničí s obcí Viimsi na severu a s obcí Jõelähtme na jihu. Město má přes 15 000 obyvatel.

## Jméno
Jméno města je odvozeno od stejnojmenné vesnice, která se nachází za hranicemi města, na území obce Jõelähtme. Etymologie jména není zcela jasná; nejčastěji bývá spojována se slovem mardus, označujícím v estonském folklóru nadpřirozené posly smrti.
Podle vesnice Maardu byl stejným jménem označován tamní panský statek. Podle maardského statku dostalo své jméno nejprve Maardské jezero, podle jezera pak továrna na zpracování fosforitu, která po válce vznikla v blízkosti jezera, podle továrny pak sídliště, z něhož se vyvinulo dnešní město.

## Dějiny
Za první historickou zmínku o Maardu se považuje zápis v Dánské knize počtů z roku 1241, která zmiňuje jak vesnici Kallavere, na jejímž místě město vzniklo, tak vesnici Maardu, která dala městu jméno. Roku 1397 je pak poprvé zmíněna vesnice Kroodi, dnes rovněž pohlcená městem, a panský statek Maardu.
Počátky dnešního města můžeme sledovat teprve se zahájením těžby fosforitu na území blízké vesnice Ülgase v roce 1920. V bezprostřední blízkosti fosforitových dolů vznikla továrna na jeho zpracování, která ovšem v roce 1938 vyhořela. Již následujícího roku byla vybudována nová továrna na území vesnice Kroodi, kolem níž začalo vznikat budoucí město Maardu.
Po válce byla rozšířena těžba fosforitu a jeho zpracování bylo doplněno o výrobu kyseliny sírové a další chemické provozy. Pro pracovníky dolu i továrny bylo vybudováno sídliště, které však kvůli velmi silným exhalacím z provozů nemohlo být v bezprostřední blízkosti továrny, nýbrž severněji na území vesnice Kallavere.
Rostoucí sídlo, pojmenované Maardu, získalo roku 1951 status městyse a roku 1980 status města.
Od roku 1963 patřilo Maardu (nejprve jako městys, poté jako město) administrativně ke hlavnímu městu Tallinnu. V roce 1991 bylo vyčleněno z tallinnské správy a stalo se samostatným statutárním městem.

## Současnost
| rok  | počet obyvatel |
| ---- | -------------- |
| 2001 | 16 729         |
| 2002 | 16 706         |
| 2003 | 16 677         |
| 2004 | 16 648         |
| 2005 | 16 601         |
| 2006 | 16 570         |
| 2007 | 16 550         |

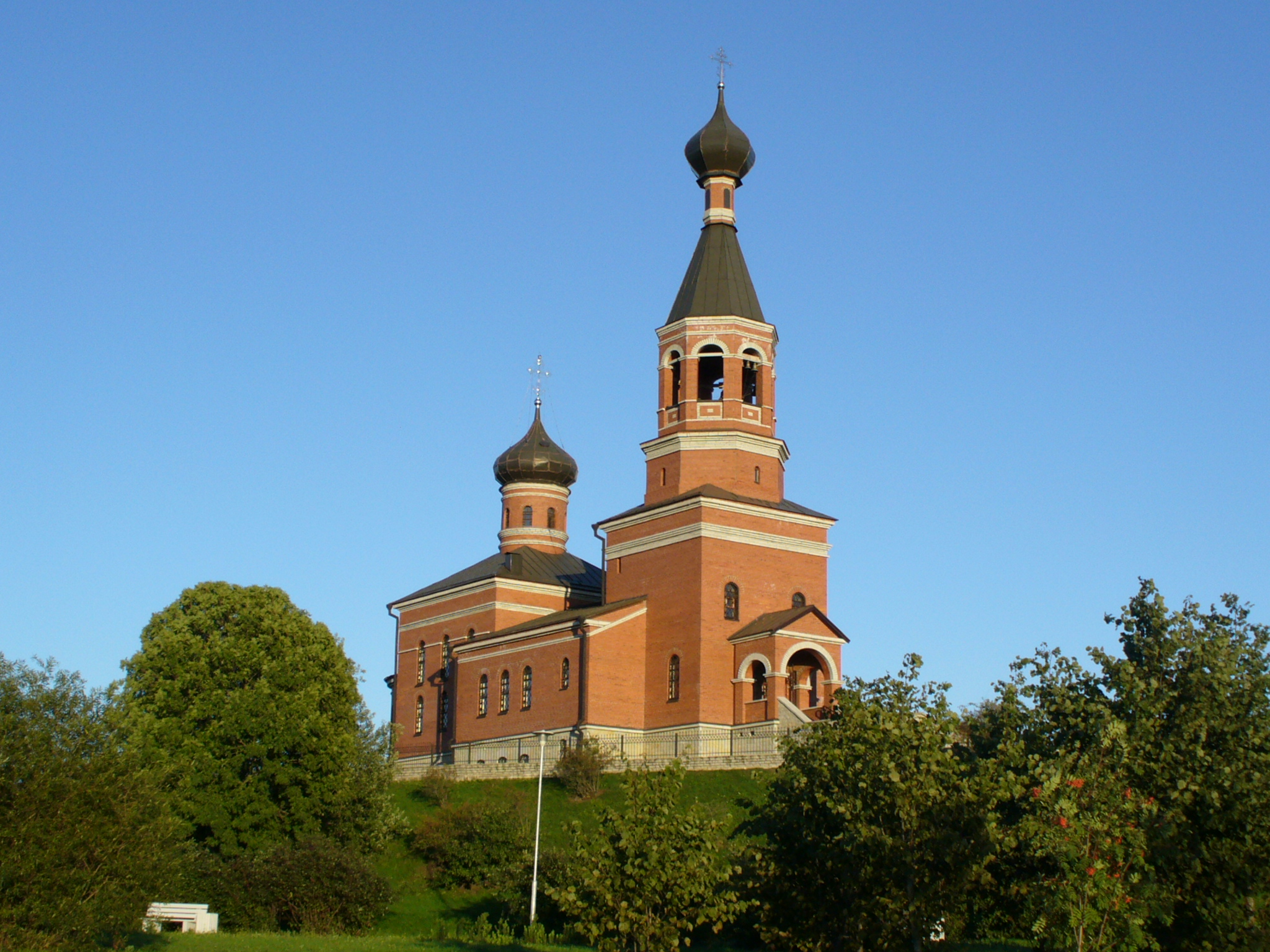
Pravoslavný kostel archanděla Michaela v Maardu

Po desetiletích stálého růstu začalo po ukončení těžby a zpracování fosforitu obyvatelstvo Maardu stagnovat. Lehký úbytek v posledních letech ukazuje připojená tabulka.
Obyvatelstvo Maardu je většinově ruské, jen přibližně 20 % tvoří Estonci. Celkem žije v Maardu 41 národností.
Ze vzdělávacích a kulturních zařízení ve městě fungují tři základní školy, umělecká škola, knihovna a kulturní dům. Veřejné církevní budovy jsou zastoupeny roku 1998 vysvěceným pravoslavným kostelem archanděla Michaela a sálem království Svědků Jehovových, luterští věřící navštěvují většinou bohoslužby v Jõelähtme. Z dalších veřejných zařízení se může Maardu pochlubit sportovním stadionem, sportovním a nákupním centrem.

## Partnerská města
- Białogard, Polsko
- Elektrėnai, Litva
- Chabarovsk, Rusko
- Čchang-čchun, Čína
- Čornomorsk, Ukrajina
- Jēkabpils, Lotyšsko
- Krasnogorsk, Rusko
- Minsk, Bělorusko
- Myrhorod, Ukrajina
- Myškin, Rusko
- Ostaškov, Rusko
- Petrohrad, Rusko
- Pikaljovo, Rusko
- Prince George, Kanada
- Sihanoukville, Kambodža
- Vanadzor, Arménie
- Velikije Luki, Rusko